# Jada Fire
Jada Fire (Los Angeles, 1º settembre 1976) è un'ex attrice pornografica statunitense.

## Biografia
Jada Fire è nata il 1º settembre 1976 a Los Angeles, in California. Il suo vero nome è Tenisha Roberta Myles. Ha lavorato in alcuni fast food e successivamente come operatrice in una linea telefonica erotica.

### Carriera pornografica
Nel 1995 ha iniziato a lavorare nell'industria del porno. Nel 2005 agli AVN Awards è stata nominata (insieme a Katja Kassin, Rio Mariah e Marc Davis) nella categoria Best Group Sex Scene - Video e l'anno dopo in quella come Female Performer of the Year.
Sin dai suoi esordi, è nota per i suoi seni abbondanti (e per le relative grandi areole), oltreché per le natiche ampie e rotonde, e l'abilità nello squirting. È particolarmente attiva nell'ambito delle pellicole di genere gonzo, perlopiù dalle tematiche lesbiche, interrazziali, bondage ed anali. La maggior parte dei film in cui ha partecipato, come Hit That PHAT Ass 4, sono basati su storie a base di donne con le grandi natiche rotonde oppure – come vengono spesso chiamati – sono ghetto-booty, cioè sesso tra persone di colore. Non rifiuta però film con scene interrazziali con maschi bianchi, come si può vedere sul sito web Bang Bros. Compare inoltre in un episodio di Hogtied.
Fino al 2006, Jada Fire è stata rappresentata dalla LA Directory Models, un'agenzia per attrici a Los Angeles, ma se ne è distaccata: ora lavora con l'agenzia "Lighthouse Talent Agency". Jada è stata premiata con il Ass of the year nei Porn World Awards tenutisi ad Elmont, il 3 gennaio 2007.
Nel 2007 è stata premiata con l'AVN Award for Best Anal Sex Scene (film) per la sua performance in Manhunters e con il 2007 Porn World Award come Ass of the Year.
Nel 2008 i film della serie Jada Fire Is Squirtwoman sono stati premiati con l'AVN Award come Best Squirting Series.
Nel 2008 ha impersonato il ruolo di "Condi" nel film pornografico Who's Nailin' Paylin?, prodotto da Hustler. Nel 2010 è stata inserita nella Hall of Fame dagli XRCO e l'anno successivo anche dagli AVN.
Nel 2012, dopo aver girato oltre 900 scene, ha annunciato il suo ritiro.

## Filmografia
- South Central Hookers 7 (1999)
- World's Luckiest Patient (1999)
- More Black Dirty Debutantes 28 (2000)
- Nubian Nurse Orgy (2000)
- Sugarwalls Slop Shots (2000)
- World's Luckiest Jock (2000)
- Black Pussy Search 8 (2002)
- Booty Talk 30 (2002)
- My Baby Got Back 29 (2002)
- Snoop Dogg's Hustlaz: Diary of a Pimp (2002)
- Young and Black 3 (2002)
- Assiliciously Delicious 6 (2003)
- Bangin in Da Hood 10 (2003)
- Black and Mild (2003)
- Black and Nasty (II) (2003)
- Black Ass Candy 2 (2003)
- Black Bad Girls 17 (2003)
- Black Divas 2 (2003)
- Black Head Nurses 5 (2003)
- Black Ice (2003)
- Black on Black 5 (2003)
- Black Swallow 2 (2003)
- Booty Central 1 (2003)
- Booty Central 3 (2003)
- Booty Juice 1 (2003)
- Brown Sugar 1 (2003)
- Chocolate Cream Pie 4 (2003)
- Cum In Me Baby 1 (2003)
- DJ Yella's Adventures (2003)
- Dymes 1 (2003)
- Ebony Nurses 1 (2003)
- Erotica X (2003)
- Feeling Black 2 (2003)
- Gag Factor 12 (2003)
- Get Yo Freaky On 1 (2003)
- Ghetto Booty 8 (2003)
- I Bet She Will (2003)
- Jelly 1 (2003)
- Lesbian Swirl Fest 2 (2003)
- Lil Jon American Sex Series (2003)
- Liquid City 2 (2003)
- Mr. Pete's Dark Side 1 (2003)
- My Baby Got Back 30 (2003)
- My Baby Got Back 32 (2003)
- Pink Chocolate (2003)
- Real 2 Reel 1 (2003)
- Sista 16 (2003)
- Sista 17 (2003)
- Sista 18 (2003)
- Sistas On The Wild Side 3 (2003)
- Ultimate Asses 1 (2003)
- Women of Color 6 (2003)
- 1 Whore + 1 More 2 (2004)
- 2 on 1 18 (2004)
- 24/7 63: Camp Out (2004)
- 3 Pete (2004)
- A2M 4 (2004)
- Anal Beauties (2004)
- Anal Divas In Latex 3 (2004)
- Anal Retentive 3 (2004)
- Ass 2 Mouth 1 (2004)
- Ass Appeal 1 (2004)
- Ass Worship 6 (2004)
- Backseat Driver 20 (2004)
- Bell Bottoms 2 (2004)
- Big Ass Party 1 (2004)
- Big Black Wet Asses 1 (2004)
- Big Tease 2 (2004)
- Black Bad Girls 18 (2004)
- Black on Black Crime 5 (2004)
- Black Reign 3 (2004)
- Booty Central 6 (2004)
- Bootylicious 43: Let Them Eat Cum (2004)
- Built for Sex 1 (2004)
- Busty Beauties 12 (2004)
- Chix in the Mix 2 (2004)
- Chocolate Gazongas 5 (2004)
- Chocolate Honeys 4 (2004)
- Civilian Sex (2004)
- Double Her Pleasure (2004)
- Double Play 2 (2004)
- Ebony Nurses 6 (2004)
- Gangland White Boy Stomp 15 (2004)
- Ghetto Girl POV 1 (2004)
- Ghetto Girl POV 2 (2004)
- Girls Home Alone 23 (2004)
- Go Ahead Ream Me (2004)
- Handjobs 14 (2004)
- Head Clinic 7 (2004)
- Hit That Phatt Ass 4 (2004)
- Hood Hoppin' 1 (2004)
- I Wanna Get Face Fucked 1 (2004)
- I'm Your Slut 3 (2004)
- Interracial Anal Teens -n- Toys 1 (2004)
- Interracial Anal Teens -n- Toys 2 (2004)
- Interracial Sex Shooter 4 (2004)
- Interracial Sex Shooter 5 (2004)
- Jelly 4 (2004)
- Juggernauts 2 (2004)
- Lewd Conduct 21 (2004)
- Lil Jon And The Eastside Boyz American Sex Series (2004)
- Hood Hoppin' 1 (2004)
- I Wanna Get Face Fucked 1 (2004)
- I'm Your Slut 3 (2004)
- Interracial Anal Teens -n- Toys 1 (2004)
- Interracial Anal Teens -n- Toys 2 (2004)
- Interracial Sex Shooter 4 (2004)
- Interracial Sex Shooter 5 (2004)
- Jelly 4 (2004)
- Juggernauts 2 (2004)
- Lewd Conduct 21 (2004)
- Lil Jon And The Eastside Boyz American Sex Series (2004)
- Masturbation Mania (2004)
- My Baby Got Back 34 (2004)
- Narcassist (2004)
- Never Enough (2004)
- No Man's Land Interracial Edition 7 (2004)
- Private Xtreme 16: Big Titted Super Sluts (2004)
- Pussyman's Decadent Divas 24 (2004)
- Ripe 5 (new) (2004)
- Rub My Muff 1 (2004)
- Screw My Wife Please 42 (She Wants Me To Watch) (2004)
- Soul Cherryz (2004)
- Sperm Smiles 1 (2004)
- Steve Holmes' Perversions 1 (2004)
- Superwhores 3 (2004)
- Tag Team Ballerina 2 (2004)
- Throat Yogurt 2 (2004)
- Tits Ahoy 1 (2004)
- Up My Ghetto Ass (2004)
- White Injection (2004)
- XXX Files (2004)
- $2 Bill (2005)
- American Ass 4 (2005)
- Ariana Jollee's Fuck Me (2005)
- Ass Lickers 5 (2005)
- Assault That Ass 8 (2005)
- Asstrology 1 (2005)
- Belladonna: No Warning 1 (2005)
- Big Black Wet Asses 3 (2005)
- Big Toys No Boys 3 (2005)
- Black and White Done Right 1 (2005)
- Black Ballin' (2005)
- Black Girls Wanna Cracker (2005)
- Black in Business 1 (2005)
- Black Market (2005)
- Black Poles In Dark Holes 1 (2005)
- Black Size Queens 1 (2005)
- Black Trash (2005)
- Blowjob Fantasies 21 (2005)
- Booty Broz 1 (2005)
- Booty Central 8: Juice Box (2005)
- Booty Climax 3 (2005)
- Booty Shop (2005)
- Bottom Feeders (2005)
- Bounce 1 (2005)
- Buffy Malibu's Nasty Girls 32 (2005)
- Circus (2005)
- Cream Filled Chocolate Holes 1 (2005)
- Cum Guzzlers 3 (2005)
- Cumstains 6 (2005)
- D.J. Yella's West Side Stories 2 (2005)
- DD Adventures of the 7 Year Bitch (2005)
- Dippin' Chocolate 3 (2005)
- Dominators 1 (2005)
- Double D DP Party (2005)
- Double Decker Sandwich 6 (2005)
- Double Parked 12: Parking in the Rear (2005)
- Dragginladies: Nikki - Jada (2005)
- Euro Domination 5 (2005)
- Fanta-Sin (2005)
- Freak Nasty 1 (2005)
- Fuck Me Harder White Boy 2 (2005)
- Fucking Assholes 4 (2005)
- Full Anal Access 5 (2005)
- Gag on This 1 (2005)
- Ghetto Girl POV 3 (2005)
- Got Black (2005)
- Hit Dat Shit (2005)
- I Like To Watch (2005)
- In Da Booty 1 (2005)
- Internal Cumbustion 8 (2005)
- Iron Head 6 (2005)
- Jack's Playground 19 (2005)
- Jim Malibu's Pure Pussy 3 (2005)
- Juggies 3 (2005)
- Just Another Whore 1 (2005)
- Just My Ass Please 3 (2005)
- Katsumi's Dirty Deeds (2005)
- Liquid Gold 10 (2005)
- Many Shades of Mayhem 2 (2005)
- My Baby Got Back 36 (2005)
- My First Sex Teacher 2 (2005)
- No Man's Land Interracial Edition 8 (2005)
- Phat Ass Tits 1 (2005)
- Posh Kitten (2005)
- Pussy Rubbin' Divas (2005)
- Screamin For Semen 1 (2005)
- Slam It in Rough (2005)
- Spice Hotel (2005)
- Spinal Tap 2 (2005)
- Spunk'd 2 (2005)
- Squirting 101 5 (2005)
- Squirting 201 3 (2005)
- Twisted Vision 2 (2005)
- Up Your Ass 23 (2005)
- Voracious 2 (2005)
- White Chocolate 2 (2005)
- White Guy Black Pie 1 (2005)
- 2 Ho's and a Bro (2006)
- Afterhours: Jezebelle Bond (2006)
- All About Alexis (2006)
- America's Got Ass (2006)
- Apple Bottomz 2 (2006)
- Apprentass 5 (2006)
- Assiliciously Delicious 15 (2006)
- Babys Mommas (2006)
- Bachelor Party Fuckfest 2 (2006)
- Bad Ass Bitches 5 (2006)
- Bad Habits 2 (2006)
- Baker's Dozen 8 (2006)
- Big Ass Slumber Party 1 (2006)
- Big Cocks In Her Little Box 3 (2006)
- Big Cocks In Her Little Box 4 (2006)
- Big Gulps 2 (2006)
- Big Tit Whores (2006)
- Big Wet Asses 8 (2006)
- Bitch and Moan 1 (2006)
- Bitchcraft 1 (2006)
- Black and White (2006)
- Black and White in Color (2006)
- Black Ass Candy 17 (2006)
- Black Bubble Butt Hunt 1 (2006)
- Black Crack Attack (2006)
- Black Da Fuck Up (2006)
- Black Dirty 30's 1 (2006)
- Black Poles In Dark Holes 2 (2006)
- Bounce 1 (2006)
- Breast Sex (2006)
- Bring Your A Game 1 (2006)
- Busty Beauties: 20th Anniversary Special Edition (2006)
- California Bad Girls 3 (2006)
- Cheek Freaks 2 (2006)
- Chocolate Ass Candy 2 (2006)
- Cum Buckets 6 (2006)
- Cum Drenched Black Tits (2006)
- Cytherea's Anal Whores (2006)
- Deviant Behavior (2006)
- Double Fuck (2006)
- Euro Domination 7 (2006)
- Evilution 2 (2006)
- Face Invaders 1 (2006)
- Fade to Black 2 (2006)
- Flower's Squirt Shower 4 (2006)
- Gash Bash 1 (2006)
- Goo 4 Two 3 (2006)
- Gossip (2006)
- Hand to Mouth 4 (2006)
- Happy Fucking Birthday (2006)
- Head (2006)
- Hellfire Sex 4 (2006)
- Honey Dips (2006)
- I Can't Believe I Took The Whole Thing 5 (2006)
- It'z a Black Thang 2 (2006)
- Jack's Big Tit Show 2 (2006)
- Jack's POV 2 (2006)
- Jada Fire Is Squirtwoman 1 (2006)
- Jam Packed Assholes (2006)
- Jungle Fever (2006)
- Lesbian Bukkake 6 (2006)
- Lick Dat Pussy (2006)
- Manhunters (2006)
- Meat My Ass 4 (2006)
- Mixed Company (2006)
- Mobster's Ball 1 (2006)
- My Baby Got Back 39 (2006)
- Naughty America and the Chocolate Factory (2006)
- Off The Rack 4 (2006)
- Office Freaks 1 (2006)
- Pimp Juice 1 (2006)
- Playing with Jada Fire (2006)
- Pornutopia 2 (2006)
- POV Cocksuckers 3 (2006)
- Pussy Party 17 (2006)
- Ready Wet Go 3 (2006)
- She Got Pimped 1 (2006)
- Shut Up And Fuck Me White Boy 1 (2006)
- Sphincter Chronicles (2006)
- Sprung a Leak 1 (2006)
- Squirts So Good 1 (2006)
- Sugarwalls Black Tales 1 (2006)
- Sweet Cheeks 7 (2006)
- Syrens Of Sex 2 (2006)
- Table For 3 (2006)
- Tap That Ass White Boy 1 (2006)
- Three Wishes (2006)
- Tittyland 6 (2006)
- Top Heavy 1 (2006)
- Up That Black Ass 2 (2006)
- White Man's Revenge 1 (2006)
- White Nut'z on Black Sluts (2006)
- White Poles In Dark Holes (2006)
- White Up that Black Ass (2006)
- Whoregasm (2006)
- Women Seeking Women 21 (2006)
- Women Seeking Women 25 (2006)
- X-Rated (2006)
- 3 Blowin Me 1 (2007)
- All The Way Sistas (2007)
- American Porn Star 2 (2007)
- Ass Bandits 3 (2007)
- Ass Like That 3 (2007)
- Bangin Black Boxes (2007)
- Belladonna: Manhandled 2 (2007)
- Belladonna's Fucking Girls 4 (2007)
- Best of Lewd Conduct (2007)
- Beyond The Call Of Booty 2 (2007)
- Big Black Juicy Booties (2007)
- Big Black Racks 2 (2007)
- Big Wet Black Tits 1 (2007)
- BJ's In Hot PJ's (2007)
- Black Attack (2007)
- Black Azz Orgy 2 (2007)
- Black Booty Quake (2007)
- Black Bottom Girls 2 (2007)
- Black Bottom Girls 4 (2007)
- Black Pussy Cats 1 (2007)
- Blow It Out Your Ass 2 (2007)
- Booty Call 3 (2007)
- Brianna Love Is Buttwoman (2007)
- Bun Glazer (2007)
- Butt I Like It (2007)
- Celebusluts (2007)
- Cheek Freaks 2 (2007)
- Chemistry 3 (2007)
- Chocolate MILF 2 (2007)
- Coming Home (2007)
- Control 6 (2007)
- Cream Team 1 (2007)
- Creamery (2007)
- Desperate Blackwives 3 (2007)
- Dirty Dozen (2007)
- Doggin' Dat Ass 2 (2007)
- Face Fucking Inc. 2 (2007)
- FlowerTucci.com 2 (2007)
- Fuck It Like It's Hot 3 (2007)
- Gaped Crusaders 1 (2007)
- Girl Gangs (2007)
- Greatest Squirters Ever 2 (2007)
- Hellcats 12 (2007)
- Hot Squirts 4 (2007)
- House of Ass 6 (2007)
- I Love Jada (2007)
- I Love Jasmine (2007)
- Jada Fire Is Squirtwoman 2 (2007)
- Jada Fire Is Squirtwoman 3 (2007)
- Jenna 9.5 (2007)
- Last Night (2007)
- Latin Booty Worship 1 (2007)
- Let Off in Me 3 (2007)
- Lick It Don't Dick It 1 (2007)
- Love African American Style 1 (2007)
- Love Life (2007)
- Me Myself and I 1 (2007)
- Minority Rules 1 (2007)
- Minority Rules 2 (2007)
- My Baby Got Back 43 (2007)
- My Big Fake Wedding (2007)
- My Girlfriend Squirts 4 (2007)
- No Man's Land Coffee and Cream 1 (2007)
- Nut Busters 9 (2007)
- Pinky's Dick Sucking for Dumb Asses (2007)
- Pumps n Dumps (2007)
- Romantic Desires (2007)
- Round and Brown 1 (2007)
- Rump Rider (2007)
- Sista 23 (2007)
- Slutty and Sluttier 3 (2007)
- Small Sluts Nice Butts 8 (2007)
- Spunk'd the Movie (2007)
- Squirt Facials (2007)
- Squirt Gangbang 1 (2007)
- Squirt in My Gape 2 (2007)
- Squirt Machines (2007)
- Squirting Cowgirls 1 (2007)
- Star 69: DD (2007)
- Storm Squirters 3 (2007)
- Strap Attack 6 (2007)
- Swallow My Squirt 5 (2007)
- Swallow My Squirt 6 (2007)
- Thanks For The Mammories 2 (2007)
- Tom Byron's POV Fuck Movie 3 (2007)
- Totally Fucked 1 (2007)
- Toy Boxes 2 (2007)
- Unlocked 1 (2007)
- Wet Juicy Asses 2 (2007)
- White Water Shafting (2007)
- Young Squirts 4 (2007)
- 2 Chicks Same Time 2 (2008)
- All Holes No Poles 1 (2008)
- Anal vs. Oral (2008)
- Anally Yours... Love, Brooke Haven (2008)
- Anally Yours... Love, Jada Fire (2008)
- Angel Face (2008)
- As Nasty as She Wants to Be 1 (2008)
- Ass Parade 15 (2008)
- Assassin 5 (2008)
- Asseaters Unanimous 16 (2008)
- Babys Mommas 3 (2008)
- Backdoor Beauties (2008)
- Backdoor Review (2008)
- Big Black Bubble Butts 1 (2008)
- Big Chocolate Tits (2008)
- Big Tops 1 (2008)
- Big Wet Tits 7 (2008)
- Bitchcraft 5 (2008)
- Black Ass Cravin 2 (2008)
- Black Ass Fixation 1 (2008)
- Black Booty 2 (2008)
- Black Reign 13 (2008)
- Black Squirt (2008)
- Bodacious Video Magazine 5 (2008)
- Bondage Squirters 3 (2008)
- Booty Bangers (2008)
- Boz Has Chocolate Fever (2008)
- Busted 2 (2008)
- Chocolate Chicks on Cracker Dicks 2 (2008)
- Club Head (2008)
- Cum Buckets 8 (2008)
- Dirty Facts of Life (2008)
- Dirty Rotten Mother Fuckers 2 (2008)
- Don't Look Now But There's a Cock in Your Ass (2008)
- Dream Team (2008)
- Elastic Assholes 7 (2008)
- Extreme Asses 5 (2008)
- Fallen (2008)
- Fixation (2008)
- Flower's Squirt Shower 6 (2008)
- Fuck Slaves 4 (2008)
- Full Streams Ahead 1 (2008)
- Ghetto Girlz and Big Black Poles (2008)
- Greatest Squirters Ever 3 (2008)
- Hawaiian Vacation (2008)
- Head Clinic 11 (2008)
- Hot Chocolate: A Romp in the Dark (2008)
- Hurtin' For A Squirtin' 2 (2008)
- I Make it Rain (2008)
- Jada Fire (2008)
- Jada Fire Is Squirtwoman 4 (2008)
- Jada's on Fire (2008)
- Lex Steele XXX 10 (2008)
- Monique's Been Blackmaled (2008)
- Morphine (2008)
- My Girlfriend Squirts 8 (2008)
- Naked Aces 4 (2008)
- Nehoepolitan 1 (2008)
- No Man's Land Coffee and Cream 2 (2008)
- No Man's Land Interracial Edition 11 (2008)
- Oops I Swallowed and it Tastes Like Chocolate (2008)
- Palin Erection 2008 (2008)
- Peep Show 2 (2008)
- Performers of the Year (2008)
- Perverted Planet 1 (2008)
- Pink's Anatomy (2008)
- Playful Kittens 2 (2008)
- Pop Tarts (2008)
- Pop Tarts 2 (2008)
- Pounding Black Booties 4 (2008)
- Real Female Orgasms 9 (2008)
- Round and Brown 6 (2008)
- Semen Sippers 7 (2008)
- Slutty and Sluttier 8 (2008)
- Smothergasm (2008)
- Spunk'd 8 (2008)
- Squirt Gangbang 2 (2008)
- Squirt Gangbang 3 (2008)
- Squirt in My Gape 3 (2008)
- Squirt-A-Licious (2008)
- Squirtin Sistas 1 (2008)
- Squirt-Stravaganza (2008)
- Sugar Town (2008)
- Super Shots: Tushy Talk (2008)
- Swap Meat (2008)
- Sweat 5 (2008)
- Team Squirt 2 (2008)
- Throat Fucks 1 (2008)
- Tits-A-Poppin' (2008)
- Valley's Most Wanted (2008)
- We Suck 1 (2008)
- What Girls Like (2008)
- White Dicks in Black Chics 3 (2008)
- White Guys Black Pies (2008)
- Who's Nailin Paylin (2008)
- Alektra Fied (2009)
- Back Strokes and Toilette Fantasies (2009)
- Best Queens Of Squirt (2009)
- Big Booty Black Girls 1 (2009)
- Big Rack Attack 6 (2009)
- Black Anal Assassins (2009)
- Black Ass Master 2 (2009)
- Black Rayne (2009)
- Blown Away 1 (2009)
- Boob Mamas (2009)
- Brats N' Braces (2009)
- Busty Beauties: Jugs of Authority (2009)
- Busty Cops On Patrol (2009)
- Busty Waitresses (2009)
- Chocolate Sorority Sistas 3 (2009)
- Cum Inside Me White Boy (2009)
- Cumstains 10 (2009)
- Dark Side of Marco Banderas 3 (2009)
- Erotic Enchantment (2009)
- Extreme Asses 7 (2009)
- Fuck My Tits 6 (2009)
- Graphic DP 1 (2009)
- Great American Squirt Off 2 (2009)
- Greatest Squirters Ever 4 (2009)
- How To Pick Up Black Chicks 2 (2009)
- I Eat White Meat 1 (2009)
- It's All About The Ass 3 (2009)
- Jeffersons: A XXX Parody (2009)
- Lesbian Babes N Toyland 2 (2009)
- Lesbian Sistas 1 (2009)
- Memoirs of a Gusher 4 (2009)
- Nightstick Black POV 6 (2009)
- No Boyz In The Hood (2009)
- Oil and Ass 1 (2009)
- Oral Exams (2009)
- POV Cocksuckers 10 (2009)
- Real Wife Stories 3 (2009)
- Rocco Ravishes L.A. (2009)
- Round and Brown 9 (2009)
- Seasoned Players 11 (2009)
- Sex in Dangerous Places (2009)
- Sexual Blacktivity 1 (2009)
- Squirt Gangbang 4 (2009)
- Squirt Science (2009)
- Squirtalicious (2009)
- This Ain't Star Trek XXX 1 (2009)
- Undress Me (2009)
- Up That Black Ass 6 (2009)
- Water Sports (2009)
- Welcome to Boobsville (2009)
- All That Jass (2010)
- All-Star Overdose (2010)
- Anal Junkies On Cock 2 (2010)
- Art of Fucking 1 (2010)
- Big Butts Like It Big 5 (2010)
- Big Wet Butts 2 (2010)
- Black Heat White Seed 3 (2010)
- Black Seductions (2010)
- Bludreams 2 (2010)
- Bound To Cum 7 (2010)
- Brown Bunnies 1 (2010)
- Cum Bang 1 (2010)
- Fatally Obsessed (2010)
- Fine Sistas of Screw My Wife (2010)
- Fucked on Sight 8 (2010)
- Heavy Metal 8 (2010)
- Heavy Metal Teens (2010)
- I Have a Wife 11 (2010)
- I Have a Wife 8 (2010)
- Lesbian Tutors 10 (2010)
- My Baby Got Back 47: Anal Idol 2 (2010)
- My Wife Loves Threesomes 3 (2010)
- Naked Movie 4 (2010)
- Naturally Exposed 11 (2010)
- Nyomi Banxxx Is Hardcore (2010)
- Official Flava of Love Parody (2010)
- Official Judge Joe Brown Parody (2010)
- Private Gold 107: Cheating Hollywood Wives (2010)
- Reno 911: A XXX Parody (2010)
- River Rock Women's Prison (2010)
- She's the Boss 2 (2010)
- Speed (2010)
- Texas Flood (2010)
- This Ain't Star Trek XXX 2: The Butterfly Effect (2010)
- Tristan Taormino's Expert Guide to Female Orgasms (2010)
- Trust Justice 6 (2010)
- Vice City Porn 2 (2010)
- White Kong Dong 4: Black MILF Edition (2010)
- Wife Switch 11 (2010)
- 3 Way (2011)
- Adam And Eve's Legendary Squirters (2011)
- Big Ass Party vs. Da Dirty South Booty Shake (2011)
- Black Honeycums (2011)
- Black Lesbian Romance (2011)
- Black Mommas 3 (2011)
- Black Mother Fuckers 2 (2011)
- Boom Boom Flick 4 (2011)
- Booty Call 11 (2011)
- Clean My Ass 1 (2011)
- Club Elite 1 (2011)
- Club Lil Jon (2011)
- Cougars Take It Black (2011)
- Fuck Me White Boy (2011)
- Graphic DP 3 (2011)
- Gushing For Love (2011)
- Hard Ass (2011)
- Mandingo Rockin' Black (2011)
- My Wife's Hot Friend 11 (2011)
- Official Howard Stern Show Parody (2011)
- Official Taxicab Confessions Parody (2011)
- Pussy N Politics (2011)
- Rough Sex 3: Adrianna's Dangerous Mind (2011)
- Street Hookers for the White Guy 2 (2011)
- Superstar Brown Skin Beauties (2011)
- Ten Ton Tits 2 (2011)
- This Isn't The Help (2011)
- Touch of Seduction (2011)
- Vivid's 102 Cum Shots (2011)
- White Cock Cravers (2011)
- White Kong Dong 7: Bangin Black Chicks (2011)
- Wife Switch 14 (2011)
- Women Seeking Women 72 (2011)
- 25 Sexiest Black Porn Stars Ever (2012)
- Attack of the Squirting Succubutts (2012)
- Big Tits Round Asses 27 (2012)
- Black Fuck Faces (2012)
- Black Girl Gloryholes 8 (2012)
- Black Prison Lesbians (2012)
- Black Romance: Straight from My Heart (2012)
- Black Shack 6 (2012)
- Delicious Dark Meat (2012)
- DP Overdose (2012)
- I Spy 3 (2012)
- Interracial Lesbian Romance (2012)
- Jack on Black (2012)
- Lesbian Beauties 7: All Black Beauties (2012)
- Lisa Ann: Big Tit MILFs Crave Black Cock (2012)
- Mommy Got Boobs 14 (2012)
- My First Sex Teacher 29 (2012)
- Pee-Wee's XXX Adventure: A Porn Parody (2012)
- Rack City XXX (2012)
- Sex Trippin' (2012)
- Sucker Play (2012)
- This Isn't Precious (2012)
- This Isn't the Real Housewives of Atlanta (2012)
- Tristan Taormino's Expert Guide to Female Ejaculation (2012)
- Tristan Taormino's Expert Guide to Pegging (2012)
- Worship My Giant Black Ass 1 (2012)
- 3-Way Pussy Paradise 2 (2013)
- All Star Celebrity XXX: Jada Fire (2013)
- Black Bouncing Asses (2013)
- Chocolate Samplers (2013)
- Cum To The Darkside (2013)
- Hey It's Fuck Time (2013)
- Jada Fire Vs Roxy Reynolds 2 (2013)
- L.T.'s Ebony ASSault (2013)
- Sinister MILFs 7 (2013)
- Suck it Out 2 (2013)
- Wildcat Invasion (2013)

## Riconoscimenti
- AVN Awards
  - 2007 – Best Anal Sex Scene per Manhunters con Sandra Romain e Brian Surewood[8]
  - 2011 – Hall of Fame[9]
- XRCO Award
  - 2010 – Hall of Fame[10]